# Fudbalski klub Renova Džepčište
Il Fudbalski klub Renova Džepčište (in macedone фудбалски клуб Ренова Џепчиште?), meglio noto come Renova, è una società calcistica macedone con sede nella città di Džepčište. Milita nella Treta liga, la terza divisione del campionato macedone di calcio.

## Storia
La società fu fondata nel 2003. Promossa in massima serie al termine della stagione 2004-2005, vinse il campionato macedone nel 2009-2010 e la Coppa di Macedonia nella stagione 2011-2012.

## Strutture
Poiché lo stadio della città è troppo piccolo, attualmente la squadra gioca le sue gare casalinghe nel Gradski Stadium di Tetovo.

## Palmarès

### Competizioni nazionali
- Campionato macedone: 1

2009-2010
- Coppa di Macedonia: 1

2011-2012

### Altri piazzamenti
- Campionato macedone:

Terzo posto: 2008-2009, 2010-2011
- Coppa di Macedonia:

Semifinalista: 2014-2015, 2017-2018

## Organico

### Rosa 2020-2021
Aggiornata al 31 maggio 2021.
| N. |                               | Ruolo | Calciatore                |
| -- | ----------------------------- | ----- | ------------------------- |
| 1  | Macedonia del Nord (bandiera) | P     | Arian Iseni               |
| 4  | Macedonia del Nord (bandiera) | C     | Filip Stojcevski          |
| 5  | Kosovo (bandiera)             | C     | Alush Gavazaj             |
| 6  | Macedonia del Nord (bandiera) | D     | Arben Tafa                |
| 7  | Macedonia del Nord (bandiera) | C     | Burim Sadiki              |
| 8  | Macedonia del Nord (bandiera) | A     | Remzifaik Selmani         |
| 9  | Albania (bandiera)            | A     | Shefit Shefiti            |
| 10 | Macedonia del Nord (bandiera) | A     | Argjent Gafuri (capitano) |
| 11 | Macedonia del Nord (bandiera) | A     | Emran Ramadani            |
| 12 | Macedonia del Nord (bandiera) | P     | Hadis Velii               |
| 13 | Macedonia del Nord (bandiera) | A     | Abdulvahit Murati         |
| 15 | Macedonia del Nord (bandiera) | A     | Fatjon Jusufi             |
| 16 | Macedonia del Nord (bandiera) | A     | Festim Ebibi              |

| N. |                               | Ruolo | Calciatore      |
| -- | ----------------------------- | ----- | --------------- |
| 17 | Slovenia (bandiera)           | C     | Marko Gajic     |
| 18 | Macedonia del Nord (bandiera) | D     | Nenad Miškovski |
| 21 | Macedonia del Nord (bandiera) | D     | Arlind Aliti    |
| 22 | Macedonia del Nord (bandiera) | D     | Saimir Fetai    |
| 23 | Macedonia del Nord (bandiera) | D     | Bashkim Velija  |
| 24 | Macedonia del Nord (bandiera) | A     | Alen Jašaroski  |
| 26 | Macedonia del Nord (bandiera) | A     | Suhejlj Muharem |
| 29 | Colombia (bandiera)           | A     | Jhon Mena       |
| 30 | Macedonia del Nord (bandiera) | D     | Xhelil Abdulla  |
| 41 | Macedonia del Nord (bandiera) | P     | Vulnet Islami   |

## Staff tecnico
- Allenatore:  Qatip Osmani
- Vice-Allenatore:  Bujar Islami
- Team Manager: ?
- Preparatore dei portieri: ?
- Preparatore atletico: ?
- Medico sociale: ?

### Rosa 2017-2018
| N. |                               | Ruolo | Calciatore              |
| -- | ----------------------------- | ----- | ----------------------- |
| 2  | Macedonia del Nord (bandiera) | D     | Medzit Neziri           |
| 6  | Macedonia del Nord (bandiera) | D     | Ersen Asani             |
| 7  | Macedonia del Nord (bandiera) | C     | Burim Sadiki            |
| 9  | Macedonia del Nord (bandiera) | A     | Lavdrim Skenderi        |
| 10 | Macedonia del Nord (bandiera) | C     | Fisnik Nuhiu (capitano) |
| 12 | Macedonia del Nord (bandiera) | P     | Saljadin Mustafi        |
| 15 | Macedonia del Nord (bandiera) | A     | Argjent Gafuri          |
| 17 | Macedonia del Nord (bandiera) | A     | Remzifaik Selmani       |
| 18 | Macedonia del Nord (bandiera) | D     | Nenad Miškovski         |
| 19 | Macedonia del Nord (bandiera) | C     | Aleksandar Temelkov     |
| 21 | Macedonia del Nord (bandiera) | C     | Bunjamin Shabani        |
| 22 | Macedonia del Nord (bandiera) | C     | Saimir Fetai            |

| N. |                               | Ruolo | Calciatore      |
| -- | ----------------------------- | ----- | --------------- |
| 23 | Macedonia del Nord (bandiera) | C     | Gjorgji Mojsov  |
| 24 | Macedonia del Nord (bandiera) | D     | Xhelil Abdulla  |
|    | Macedonia del Nord (bandiera) | P     | Valon Neziri    |
|    | Macedonia del Nord (bandiera) | P     | Ferat Abduli    |
|    | Macedonia del Nord (bandiera) | D     | Dusan Simovski  |
|    | Macedonia del Nord (bandiera) | D     | Darko Stojanov  |
|    | Macedonia del Nord (bandiera) | C     | Elmedin Redzepi |
|    | Macedonia del Nord (bandiera) | C     | Bashkim Velija  |
|    | Macedonia del Nord (bandiera) | C     | Fatjon Jusufi   |
|    | Macedonia del Nord (bandiera) | C     | Platin Imeri    |
|    | Macedonia del Nord (bandiera) | A     | Valmir Nafiu    |

### Rosa 2016-2017
| N. |                               | Ruolo | Calciatore              |
| -- | ----------------------------- | ----- | ----------------------- |
| 2  | Macedonia del Nord (bandiera) | D     | Medzit Neziri           |
| 4  | Macedonia del Nord (bandiera) | D     | Agron Memedi            |
| 6  | Macedonia del Nord (bandiera) | D     | Ersen Asani             |
| 7  | Macedonia del Nord (bandiera) | C     | Burim Sadiki            |
| 9  | Macedonia del Nord (bandiera) | A     | Lavdrim Skenderi        |
| 10 | Macedonia del Nord (bandiera) | C     | Fisnik Nuhiu (capitano) |
| 12 | Macedonia del Nord (bandiera) | P     | Saljadin Mustafi        |
| 13 | Macedonia del Nord (bandiera) | A     | Emran Ramadani          |
| 15 | Macedonia del Nord (bandiera) | A     | Argjent Gafuri          |
| 17 | Macedonia del Nord (bandiera) | A     | Remzifaik Selmani       |
| 18 | Macedonia del Nord (bandiera) | D     | Nenad Miškovski         |
| 20 | Macedonia del Nord (bandiera) | C     | Muhamed Useini          |
| 21 | Macedonia del Nord (bandiera) | C     | Bunjamin Shabani        |
| 22 | Macedonia del Nord (bandiera) | C     | Saimir Fetai            |

| N. |                                 | Ruolo | Calciatore      |
| -- | ------------------------------- | ----- | --------------- |
| 23 | Macedonia del Nord (bandiera)   | C     | Gjorgji Mojsov  |
| 24 | Macedonia del Nord (bandiera)   | D     | Xhelil Abdulla  |
| 25 | Albania (bandiera)              | P     | Eglant Haxho    |
| 28 | Macedonia del Nord (bandiera)   | C     | Jasir Selmani   |
|    | Macedonia del Nord (bandiera)   | P     | Valon Neziri    |
|    | Macedonia del Nord (bandiera)   | P     | Ferat Abduli    |
|    | Macedonia del Nord (bandiera)   | D     | Dusan Simovski  |
|    | Macedonia del Nord (bandiera)   | C     | Elmedin Redzepi |
|    | Macedonia del Nord (bandiera)   | C     | Bashkim Velija  |
|    | Macedonia del Nord (bandiera)   | C     | Fatjon Jusufi   |
|    | Macedonia del Nord (bandiera)   | C     | Platin Imeri    |
|    | Bosnia ed Erzegovina (bandiera) | A     | Jasmin Campara  |
|    | Macedonia del Nord (bandiera)   | A     | Valmir Nafiu    |